# 드븐 메이
드븐 메이(Deven May, 1971년 4월 3일~)는 미국의 배우, 사진가, 연극 배우이다.
휘티어에서 태어났다.

## 영화
- 템테이션 (2004년)
- 페이블드 (2002년) - 짐 역